# Антипинская (Карелия)
Анти́пинская (карел. Antipinskaja) — деревня в составе Гирвасского сельского поселения Кондопожского района Республики Карелия Российской Федерации.

## Общие сведения
Расположена на берегу Матюковской губы в северо-восточной части озера Сандал. От трассы Р21 «Кола» в деревню ведёт региональная дорога 86K-65 «Кола» — Антипинская, проходящая через деревню Тивдия, протяжённостью 13 км.
Предыдущее название деревни — Матюки — было сочтено неблагозвучным и в 1953 г. деревня получила современное название.

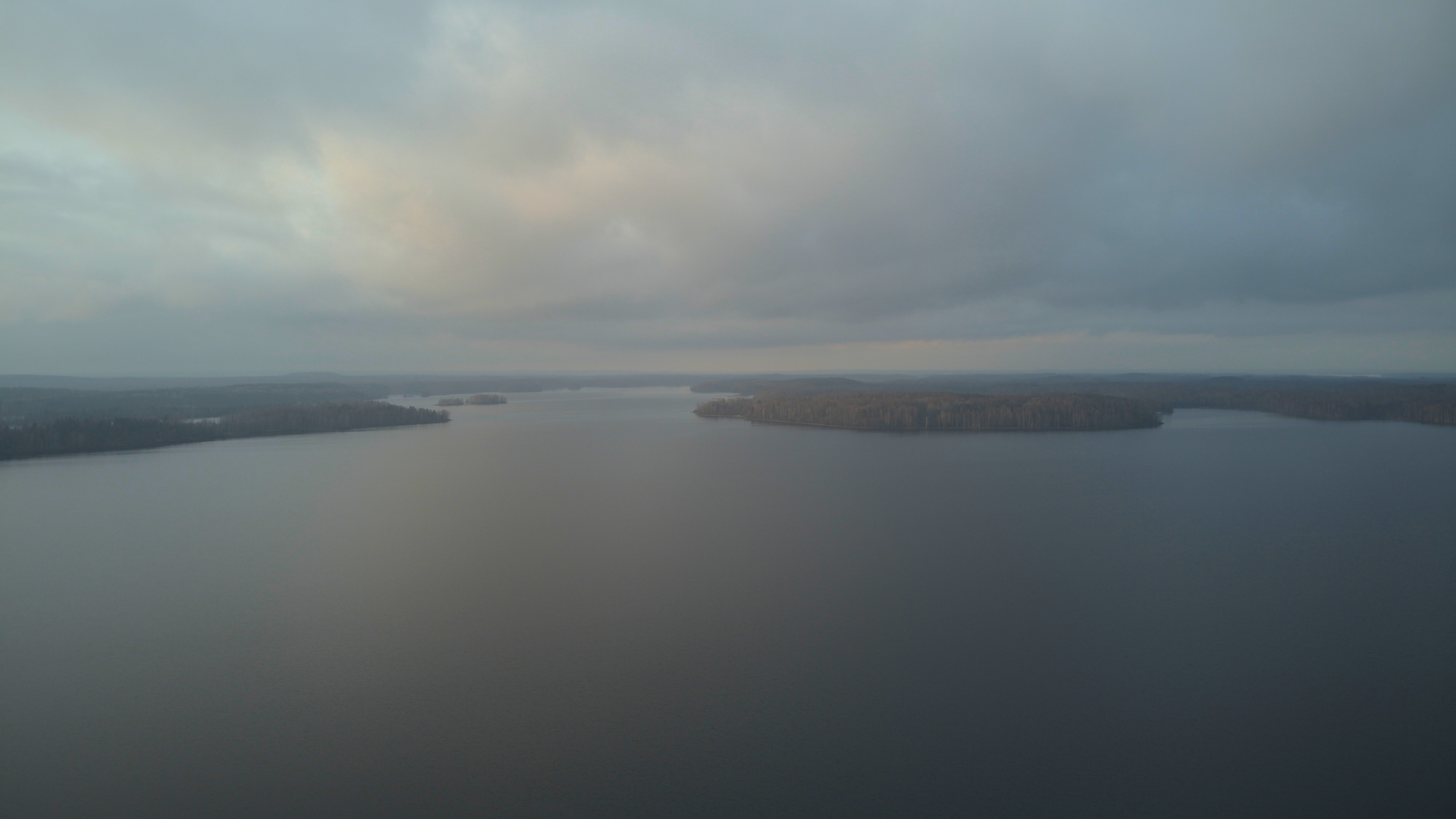
Мыс вблизи устья Тивдийки, на котором расположена Антипинская

## История
В переписных книгах 1873 и 1905 гг. деревня известна под именем Матюков-Наволок (Матюки). В 1873 году в деревне было 10 дворов и православная часовня. Население составляло 59 человек (27 мужчин и 32 женщины).
К 1905 году добавилось три двора и население увеличилось до 81 человека (40 мужчин и 41 женщина).
С середины XIX века в карьере на северном склоне узкого перешейка между озером Сандал и Матюковской губой добывался «матюковский зелёный камень» (матюковский диабаз), который обрабатывался на Тивдийском мраморном заводе вплоть до его закрытия в конце XIX века. Матюковские диабазы использовались при сооружении памятника Александру II и часовни Фаддея Блаженного в Петрозаводске. Также этот камень использовался для изготовления надгробий, некоторые из них до сих пор сохранились на кладбищах Лычного острова, Ояжи, Тивдии, Петрозаводска.

## Население
| 2002 | 2010 | 2013 |
| ---- | ---- | ---- |
| 1    | ↘0   | →0   |